# Manivelă

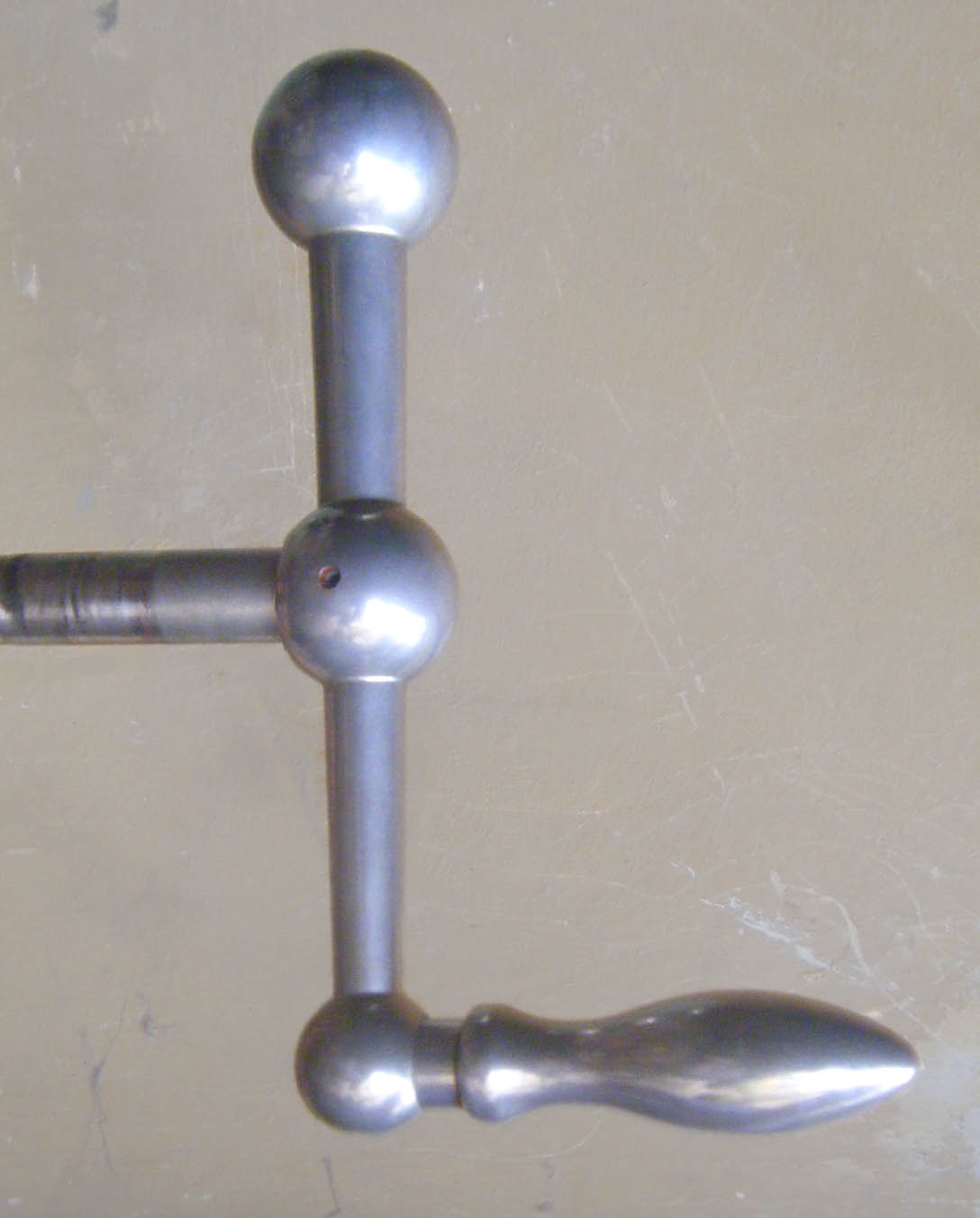
Manivelă pentru acționarea unei sănii a unei mașini-unelte. Contragreutatea împiedică rotirea manivelei sub influența forțelor de gravitație.

O manivelă este un braț solidarizat în unghi drept cu un arbore, folosit fie într-un mecanism bielă-manivelă pentru a transforma o mișcare de rotație într-una alternativă (sau invers), fie pentru a antrena manual arborele.
Exemple de manivelă acționată manual: mașină de găurit manuală, ascuțitoare, mulineta de pe o undiță, manivela de pornire a motorului unui autoturism.
Exemple de manivelă acționată cu picioarele: pedalele unei biciclete, pedalele unei mașini de cusut.

Diferite tipuri de manivele
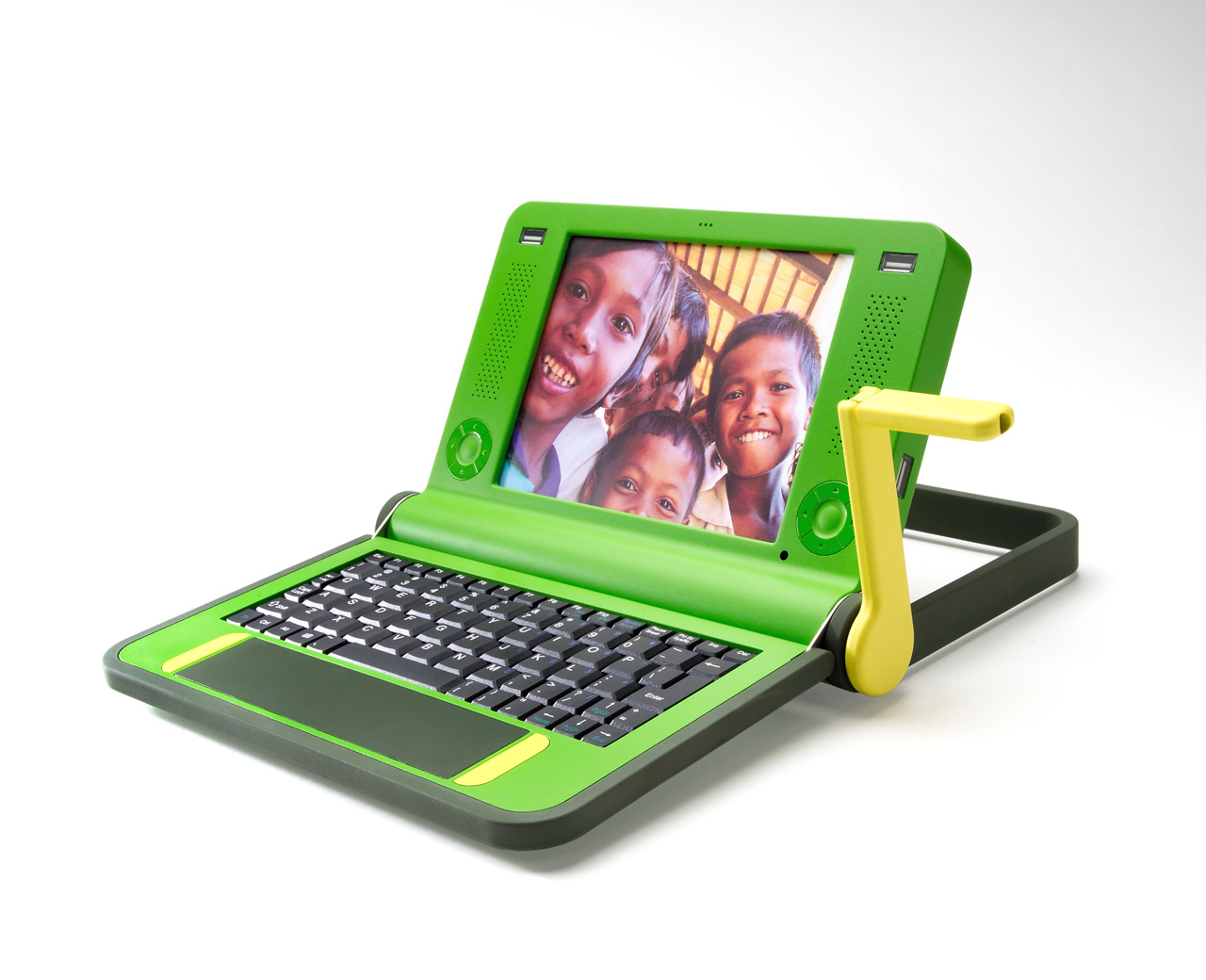
Manivelă detașabilă pentru încărcarea acumulatorului unui laptop (proiect)
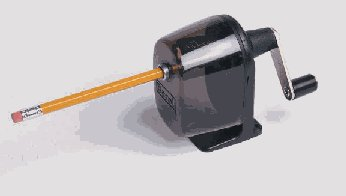
Ascuțitoare de creioane acționată manual cu o manivelă
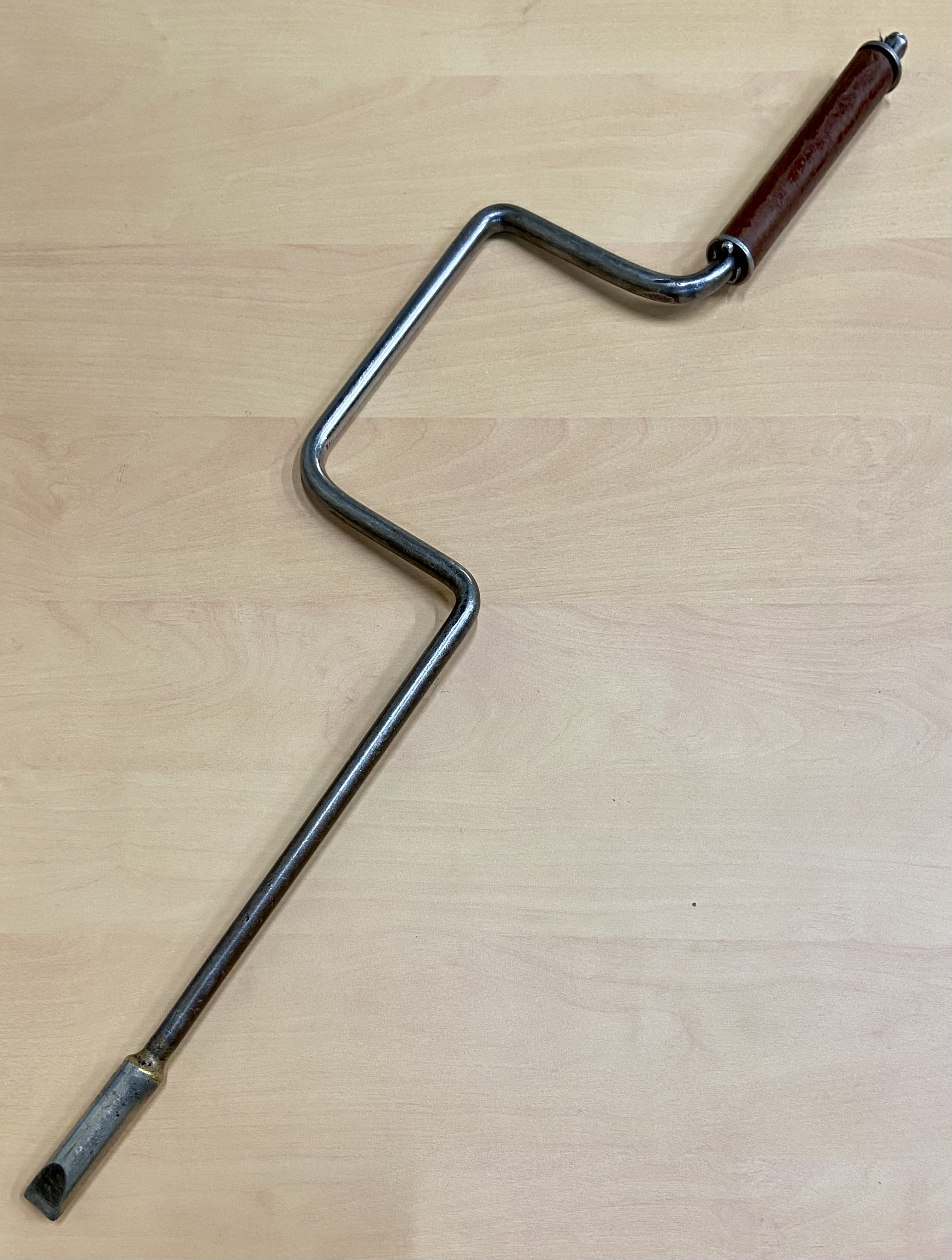
Coarbă (tip de manivelă)
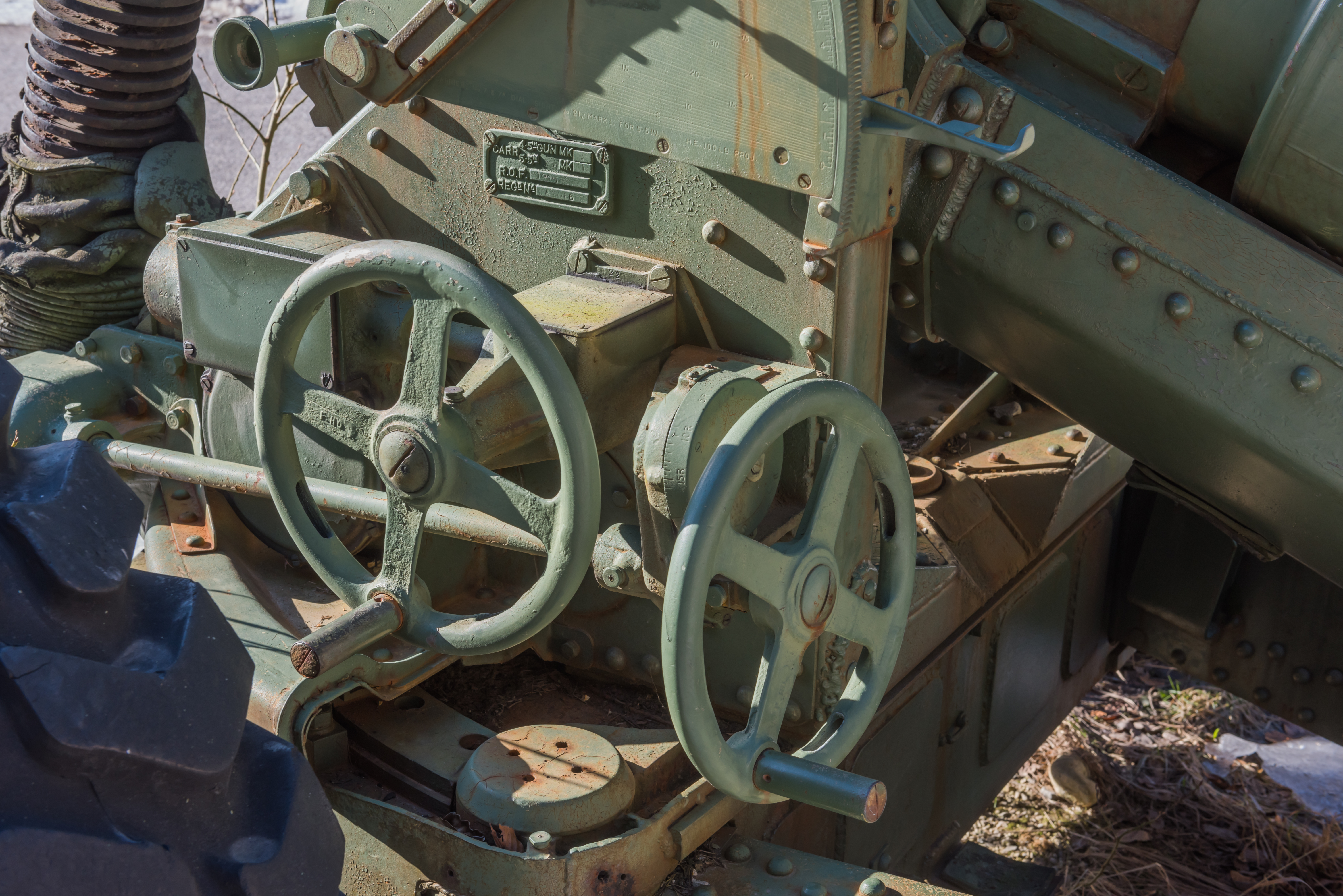
Roți de manivelă (inerția roții uniformizează mișcarea)
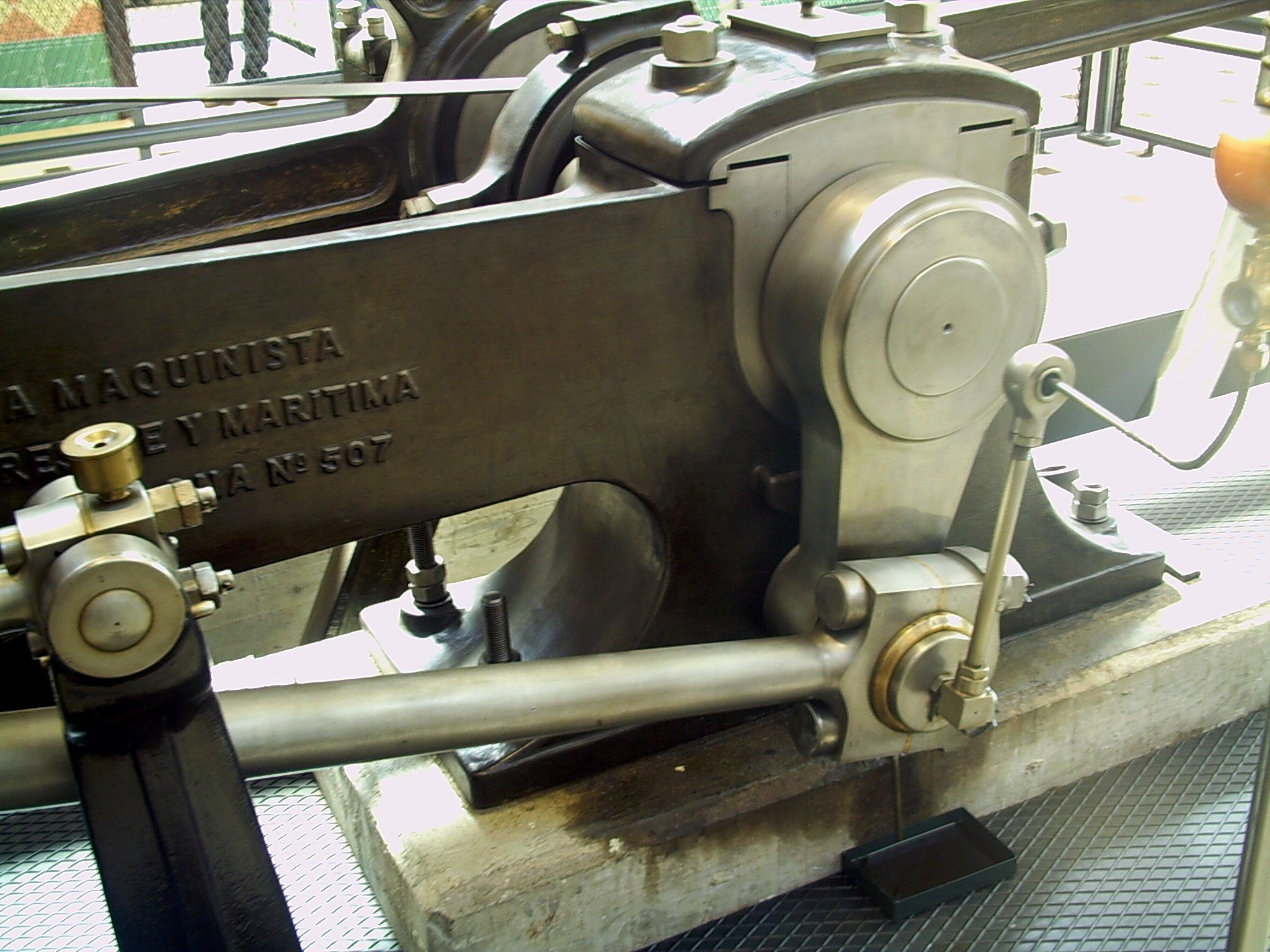
Manivela mecanismului bielă-manivelă al unui motor cu abur